# Golden Disc Awards
Les Golden Disc Awards (en Hangeul : 골든 디스크 어워드) sont l'une des principales cérémonies de remise de prix de l'industrie musicale coréenne. Elle se tient chaque année depuis 1986 et est présentée par la Music Industry Association of Korea.
De sa création à 2010, l'évènement a lieu au mois de décembre. À partir de la 26e cérémonie, l'événement est organisé en janvier et décerne ses prix en fonction de l'année qui vient de s'écouler.

## Grands Prix

### Album de l'année (Album Daesang)
| N° | Année | Gagnant           | Album récompensé         |
| -- | ----- | ----------------- | ------------------------ |
| 37 | 2022  | BTS               | Proof                    |
| 36 | 2021  | BTS               | BE                       |
| 35 | 2020  | BTS               | Map of the Soul: 7       |
| 34 | 2019  | BTS               | Map of the Soul: Persona |
| 33 | 2018  | BTS               | Love yourself : Answer   |
| 32 | 2017  | BTS               | Love yourself : Her      |
| 31 | 2016  | EXO               | Exact                    |
| 30 | 2015  | EXO               | Exodus                   |
| 29 | 2014  | EXO               | Overdose                 |
| 28 | 2013  | EXO               | XOXO                     |
| 27 | 2012  | Super Junior      | Sexy, Free & Single      |
| 26 | 2011  | Super Junior      | Mr. Simple               |
| 25 | 2010  | Girls' Generation | Oh!                      |
| 24 | 2009  | Super Junior      | Sorry, Sorry             |
| 23 | 2008  | TVXQ              | Mirotic                  |
| 22 | 2007  | SG Wannabe        | The Sentimental Chord    |
| 21 | 2006  | TVXQ              | "O"-Jung.Ban.Hap.        |
| 20 | 2005  | SG Wannabe        | Saldaga                  |
| 19 | 2004  | Lee Soo-young     | The Colors of My Life    |
| 18 | 2003  | Jo Sung-mo        | A Singer                 |
| 17 | 2002  | COOL              | Truth                    |
| 16 | 2001  | G.O.D.            | Road                     |
| 15 | 2000  | Jo Sung-mo        | Let me love              |
| 14 | 1999  | Jo Sung-mo        | For Your Soul            |
| 13 | 1998  | Kim Jong-hwan     | For Love                 |
| 12 | 1997  | H.O.T.            | Wolf and Sheep           |
| 11 | 1996  | Kim Gun-mo        | Exchange Kg. M4          |
| 10 | 1995  | Kim Gun-mo        | Wrongful Meeting         |
| 9  | 1994  | Kim Gun-mo        | Excuses                  |
| 8  | 1993  | Shin Seung-hun    | Because I Love You       |
| 7  | 1992  | Shin Seung-hun    | Invisible Love           |
| 6  | 1991  | Kim Hyun-sik      | Kim Hyun Sik Vol.6       |
| 5  | 1990  | Byeon Jin-seob    | Byeon Jin-Seob 2         |
| 4  | 1989  | Byeon Jin-seob    | Byeon Jin-Seob           |
| 3  | 1988  | Joo Hyun-mi       | Joo Hyun-Mi 2            |
| 2  | 1987  | Lee Moon-sae      | When Love Goes Away      |
| 1  | 1986  | Cho Yong-pil      | Empty Space              |

### Titre de l'année (Digital Daesang)
| N° | Année | Gagnant           | Titre récompensé               |
| -- | ----- | ----------------- | ------------------------------ |
| 37 | 2022  | IVE               | Love Dive                      |
| 36 | 2021  | IU                | Celebrity                      |
| 35 | 2020  | IU                | Blueming                       |
| 34 | 2019  | BTS               | Boy With Luv                   |
| 33 | 2018  | Ikon              | Love Scenario                  |
| 32 | 2017  | IU                | Through the Night              |
| 31 | 2016  | Twice             | Cheer Up                       |
| 30 | 2015  | BigBang           | Loser                          |
| 29 | 2014  | Taeyang           | Eyes, Nose, Lips               |
| 28 | 2013  | PSY               | Gentleman                      |
| 27 | 2012  | PSY               | Gangnam Style                  |
| 26 | 2011  | Girls' Generation | The Boys                       |
| 25 | 2010  | 2AM               | Can't Let You Go Even If I Die |
| 24 | 2009  | Girls' Generation | Gee                            |
| 23 | 2008  | Jewelry           | One More Time                  |
| 22 | 2007  | Ivy               | Sonata of Temptation           |
| 21 | 2006  | SG Wannabe        | Partner for Life               |

## Prix majeurs (Bonsang)
| N° | Année | Artistes |
| -- | ----- | --- |
| 33 | 2019  | NCT 127, EXO, Wanna One, Jong-hyun, Seventeen, Monsta X, Twice, Got7, BTS, NU'EST W                                                              |
| 32 | 2018  | Super Junior, EXO, Hwang Chi Yeul, Girls' Generation, Seventeen, Monsta X, Twice, Got7, BTS, NU'EST W, Taeyeon                                   |
| 31 | 2017  | Infinite, EXO, SHINee, VIXX, Seventeen, Monsta X, Taemin, Got7, BTS                                                                              |
| 30 | 2016  | Super Junior, EXO, SHINee, VIXX, Jong-hyun, CN Blue, Beast, F(x), BTS, Apink                                                                     |
| 29 | 2015  | Super Junior, EXO, Girls' Generation-TTS, Girls' Generation, Infinite, CN Blue, Taemin, B1A4, BTS, Apink, VIXX                                   |
| 28 | 2014  | B1A4, F(x), B2ST, SHINee, Girls' Generation, EXO, Infinite, Cho Yong Pil                                                                         |
| 27 | 2013  | Super Junior, SHINee, Kara, B2ST, CN Blue, 4Minute, F.T. Island, Infinite, B1A4                                                                  |
| 26 | 2012  | F(x), Infinite, MBLAQ, Jay Park, Kara, CN Blue, B2ST, Super Junior                                                                               |
| 25 | 2010  | DJ Doc, BoA, SHINee, Girls' Generation, Super Junior                                                                                             |
| 24 | 2009  | 2PM, Super Junior, SG Wannabe, Lee Seung-cheol, Drunken Tiger                                                                                    |
| 23 | 2008  | Rain, Big Bang, Shinhwa, Brown Eyed Girls, TVXQ, Wonder Girls, Jewelry, MC Mong, Brown Eyes, SG Wannabe                                          |
| 22 | 2007  | SS501,Super Junior, TVXQ, Wheesung, SG Wannabe, Wonder Girls, Big Bang, SeeYa, Ivy, YangPa                                                       |
| 21 | 2006  | Fly To The Sky, SS501, TVXQ, Shinhwa, SG Wannabe, VIBE, Shin Seung Hun, Son Ho Young, Buzz, MC The Max                                           |
| 20 | 2005  | Wheesung, Koyote, Jo Sung-mo, Shin Hye-sung, SG Wannabe, MC Mong, G.O.D., Lee Min-woo, Buzz, Kim Jong Kook                                       |
| 19 | 2004  | Wheesung, Koyote, Rain, Shinhwa, MC The Max, Gummy, Boohwal, Se7en, Shin Seung-hun                                                               |
| 18 | 2003  | Jo Sung-mo, Koyote, Lee Soo Young, Wheesung, COOL, Fly To The Sky, NRG, Wax, Lee Hyori, Shinhwa                                                  |
| 17 | 2002  | Shin Seung-hun, Koyote, Lee Soo Young, Park Hyo-shin, COOL, Sung Si-kyung, Jang Nara, Wax, Shinhwa                                               |
| 16 | 2001  | Position, Koyote, Park Jin-young, Kim Gun-mo, COOL, Lim Chang-jung, Lee Ki-chan, Wax, Kangta, Shinhwa                                            |
| 15 | 2000  | Turbo, Fin.K.L, Tae Jin-ah, G.O.D., Park Ji-yoon, Hong Kyung-min, Uhm Jung-hwa, Kim Hyun-jung, Steve Seungjun Yoo, Lee Jung-hyun, Shin Seung-hun |
| 14 | 1999  | Kim Hyun-jung, Sechs Kies, H.O.T., SES, Fin.K.L, Seol Woon-do, Choi Yu-na, Song Dae-kwan, Uhm Jung-hwa, Steve Seungjun Yoo                       |
| 13 | 1998  | Kim Hyun-jung, Sechs Kies, H.O.T., Kim Gun-mo, Shin Seung-hun, Seol Woon-do, Tae Jin-ah, Kim Kyung-ho, Uhm Jung-hwa, Turbo                       |

| N° | Année | Artistes                                                                            |
| -- | ----- | ----------------------------------------------------------------------------------- |
| 28 | 2014  | 2NE1, Davichi, PSY, SISTAR, CN Blue, A Pink, Ailee, Lee Seung Chul, 4Minute         |
| 27 | 2013  | 2NE1, Big Bang, f(x), G-Dragon, Huh Gak, K.Will, miss A, Psy, Secret, Sistar, T-ara |
| 26 | 2012  | Girls' Generation, 4Minute, G.NA, K.Will, Miss A, Sistar, Secret, CN Blue           |
| 25 | 2010  | Miss A, IU, Lee Seung-gi, CN Blue, 2AM                                              |
| 24 | 2009  | Baek Ji-young, Son Dam Bi, Lee Seung-gi, Davichi, Girls' Generation                 |

## Newcomer Winners (음반 신인상)
| N° | Année | Gagnants                                     |
| -- | ----- | -------------------------------------------- |
| 21 | 2017  | Black Pink, Bolbbalgan4, NCT 127, I.O.I      |
| 30 | 2016  | GFriend, Ikon, Seventeen, TWICE              |
| 29 | 2015  | GOT7, Winner, Red Velvet                     |
| 28 | 2014  | BTS, Roy Kim, Lim Kim, Crayon Pop            |
| 27 | 2013  | B.A.P, Ailee, Lee Hi                         |
| 26 | 2012  | A Pink, B1A4, Dal Shabet, Boyfriend, Huh Gak |
| 25 | 2010  | B2ST, Sistar, Secret                         |
| 24 | 2009  | 4Minute, T-ara                               |
| 23 | 2008  | SHINee, Davichi                              |
| 22 | 2007  | Girls' Generation, F.T. Island               |
| 21 | 2006  | Super Junior, SeeYa, SS501                   |
| 20 | 2005  | Ivy, Eru, Gavy Nj                            |
| 19 | 2004  | SG Wannabe, TeiTei, TVXQ                     |
| 18 | 2003  | Haven 3, Big Mama                            |
| 17 | 2002  | Rain, Wheesung                               |
| 16 | 2001  | Lee Junki, Jang Nara                         |
| 15 | 2000  | Chakra, Park Hyo-shin, Sky                   |
| 14 | 1999  | Lee Jung-hyun, 1TYM                          |
| 13 | 1998  | SES, Fin.K.L, Taishi Ci                      |

## Popularity Award (인기상)
| N° | Année | Gagnants                                                 |
| -- | ----- | -------------------------------------------------------- |
| 28 | 2014  | Girls' Generation, Roy Kim, SHINee, BEAST                |
| 27 | 2013  | G-Dragon, SHINee                                         |
| 26 | 2012  | Super Junior                                             |
| 25 | 2010  | Super Junior, SHINee, Girls' Generation                  |
| 24 | 2009  | Super Junior, SHINee                                     |
| 23 | 2008  | FT Island, Son Ho Young, Taeyeon, TVXQ                   |
| 22 | 2007  | Super Junior, Girls' Generation, FT Island, Wonder Girls |
| 21 | 2006  | Baek Ji-young, Eru, SS501                                |
| 20 | 2005  | G.O.D., Jang Woo-hyuk                                    |
| 19 | 2004  | Kim Jong Kook, Park Sang-min                             |
| 18 | 2003  | S                                                        |
| 17 | 2002  | Baby V.O.X                                               |
| 16 | 2001  | SES, Steve Seungjun Yoo                                  |
| 15 | 2000  | Country Kko Kko, J, Shinhwa                              |
| 14 | 1999  | Clon, Kim Kyung-ho, Roo'ra                               |
| 13 | 1998  | COOL, Kim Jeong-Min                                      |

## Récompenses par genre musical

### Best Rap/Hip-Hop Award
| N° | Année | Gagnants     |
| -- | ----- | ------------ |
| 28 | 2014  | Baechigi     |
| 27 | 2013  | Epik High    |
| 25 | 2010  | Supreme Team |
| 24 | 2009  | Epik High    |
| 22 | 2007  | Dynamic Duo  |
| 21 | 2006  | MC Mong      |
| 20 | 2005  | Epik High    |

### Best Rock Award
| N° | Année | Gagnants                 |
| -- | ----- | ------------------------ |
| 27 | 2013  | FT Island                |
| 25 | 2010  | FT Island                |
| 24 | 2009  | Jang Ki-ha And The Faces |
| 23 | 2008  | Nell                     |

### Best Trot Award
| N° | Année | Gagnants       |
| -- | ----- | -------------- |
| 23 | 2008  | Jang Yun Jeong |
| 22 | 2007  | Jang Yun Jeong |
| 21 | 2006  | Jang Yun Jeong |
| 20 | 2005  | Jang Yun Jeong |
| 19 | 2004  | Tae Jin Ah     |
| 18 | 2003  | Tae Jin Ah     |

### Best Pop Award
| N° | Année | Gagnants |
| -- | ----- | -------- |
| 19 | 2004  | Jaurim   |
| 18 | 2003  | Maya     |

## Music Video Awards

### Best Music Video Award
| N° | Année | Gagnants                                                   |
| -- | ----- | ---------------------------------------------------------- |
| 21 | 2006  | Vibe avec That Man, That Woman de WavePoint                |
| 20 | 2005  | Drunken Tiger avec Isolated People, Put Your Left Forward! |
| 19 | 2004  | SG Wannabe avec Timeless de Kim Kwang Soo                  |
| 18 | 2003  | Big Mama avec Break Away de Park Gyung                     |

### Best Music Video Director Award
| N° | Année | Gagnants                                                                    |
| -- | ----- | --------------------------------------------------------------------------- |
| 21 | 2006  | Cha Eun Taek avec We Are The One de PSY                                     |
| 20 | 2005  | Cha Eun Taek avec AnyClub de Lee Hyori                                      |
| 19 | 2004  | Jang Jae Hyuk avec Friend de Cho PD                                         |
| 18 | 2003  | Jang Jae Hyuk avec Flower de Lee Seung Hwan et I Really Like You de Jewelry |

### Popular Music Video Award
| N° | Année | Gagnants                                                        |
| -- | ----- | --------------------------------------------------------------- |
| 21 | 2006  | Super Junior avec U                                             |
| 20 | 2005  | Jewelry avec Super Star                                         |
| 19 | 2004  | Shinhwa avec Brand New, Se7en avec Passion                      |
| 18 | 2003  | Cherry Filter avec Ducks Fly                                    |
| 17 | 2002  | Park Ji Yoon avec I Am A Man, Lena Park avec Dream              |
| 16 | 2001  | Shin Ha Kyun avec I Love You, Song Hye Kyo avec Once Upon A Day |

## Autres Récompenses
| N° | Année | Récompense                                   | Vainqueurs        |
| -- | ----- | -------------------------------------------- | ----------------- |
| 28 | 2014  | Commission Special Award                     | Deul Guk Hwa      |
| 28 | 2014  | Goodwill Star Award                          | CN Blue           |
| 28 | 2014  | CeCi Asia Icon Award                         | SHINee & SISTAR   |
| 27 | 2013  | Samsung Galaxy Star Award                    | SISTAR            |
| 27 | 2013  | Single Album Award                           | Teen Top          |
| 27 | 2013  | CeCi Popularity Award                        | G-Dragon          |
| 27 | 2013  | InStyle Fashionista Award                    | Hongki            |
| 27 | 2013  | MSN International Award                      | BIGBANG           |
| 27 | 2013  | MSN Southeast Asian Award                    | Super Junior      |
| 27 | 2013  | Malaysia's Most Favorite                     | CNBLUE & KARA     |
| 27 | 2013  | JTBC Best Artist Award                       | BEAST             |
| 27 | 2013  | Next Generation Star                         | BTOB              |
| 27 | 2013  | Best Dance Performance                       | Trouble Maker     |
| 27 | 2013  | Best Group Performance                       | Infinite          |
| 26 | 2012  | MSN International Award                      | BEAST             |
| 26 | 2012  | Cosmopolitan 'Fun & Fearless Musician' Award | F.T. Island       |
| 26 | 2012  | Best Asian Group Award                       | CNBLUE            |
| 26 | 2012  | ViVi Dream Award                             | CNBLUE            |
| 26 | 2012  | CeCi K-POP Icon Award in Disc Album          | BEAST             |
| 26 | 2012  | MSN Japan Award                              | Super Junior      |
| 26 | 2012  | Best K-POP Award in Disc Album               | KARA              |
| 26 | 2012  | K-POP Award in Digital Music                 | Supernova         |
| 26 | 2012  | K-POP Award in Disc Album                    | Infinite, Rainbow |
| 25 | 2010  | Asian Popularity Award                       | Super Junior      |
| 23 | 2008  | New Trend Award                              | Kim Jong-wook     |
| 22 | 2007  | Special Award                                | Kim Ah-joong      |